# Ea Hồ
Ea Hồ là một xã thuộc huyện Krông Năng, tỉnh Đắk Lắk, Việt Nam.
Xã Ea Hồ có diện tích 40,17 km², dân số năm 1999 là 8965 người, mật độ dân số đạt 223 người/km².